# عبد الله علي إبراهيم
عبد الله علي إبراهيم مفكر ومؤرخ وكاتب وأكاديمي سوداني جمع في اهتماماته الإبداعية بين القصة والمسرح والصحافة. أستاذ لتاريخ أفريقيا والإسلام في جامعة ميسوري بالولايات المتحدة الأمريكية بشعبة التاريخ التي انضم إلى هيئة تدريسها في العام 1994. ترشح عام 2010 لانتخابات الرئاسة السودانية. انتخب أخيرا رئيسا لاتحاد الكتّاب السودانيين للفترة من (2012-2014).

## النشأة والميلاد
ولد عام 1942 في منطقة جلاس بمدينة مروي في شمال السودان. درس المرحلة الأولية في أبو حمد وعطبرة الجنوبية، ثم عطبرة الأميرية، ثم عطبرة الثانوية. تخرّج في جامعة الخرطوم وجامعة إنديانا- بلومنغتن في الولايات المتحدة حيث حاز علي البكلاريوس والدبلوم والماجستير من جامعة الخرطوم وحصل علي الدكتوراة من جامعة انديانا-بلومنقتن بالولايات المتحدة. ودرس في معهد الدراسات الأفريقية في جامعة الخرطوم وترأّس شعبة الفلكلور وعمل رئيس تحرير «مجلّة الدراسات السودانية» بجامعة الخرطوم بين 1987 و1991 ونال زمالة في الإنسانيات الأفريقية بجامعة نوروسترن لعامي 1991 و1993.

## منهجيته في دراسة التاريخ
ينهج نحو تأسيس دراساته عن التاريخ الثقافي والاجتماعي للسودان وأفريقيا على دراسات حقلية طويلة منها التي قضاها في بادية الكبابيش (1966-1970) في السودان وبين الرباطاب من مزارعي النيل الأوسط (1966 و1984) وبين قضاة الشريعة في التسعينيات من القرن الماضي.
وتستفيد أبحاثه من تداخل اختصاصات التاريخ والأدب والأنثربولوجيا والفلكلور والتاريخ والسياسة، والنشر باللغتين العربية والإنجليزية، مع شغف وانشغال بالممارسة السياسية والصحفية، وتعتني دراساته بشكل أخص بالتاريخ الثقافي على عهدي الإستعمار وما بعد الاستعمار.

## رحلته مع النشر الأكاديمي
نشر مقالاته الأكاديميّة في دوريات سودانية وعربية وأفريقية وغربيّة عدّة. ونشرت له دار بريل في هولندا في 2008 في سلسلتها عن «الإسلام في أفريقيا» كتابه عن الصّحوة الإسلامية في السودان منظورا لها من زاوية ثنائية القضائية السودانية بين قسم شرعيّ ومدنيّ طوال عهد الاستعمار البريطاني وما بعده.
ونشرت له دار جامعة نورثوسترن للنشر في 1994 كتابه عن الجماليات الاجتماعية لممارسة العين الحارة «النضل» لشعب الرباطاب في السودان. وصدر له في الإنجليزية في 2008 كتابه عن تاريخ القضائية والتجديد الإسلامي في السودان. كما نشر في معظم دوريات الدراسات الأفريقية والإسلامية بالولايات المتحدة.

## مؤلفاته في التاريخ والسياسة
- أدب الرباطاب الشعبي، بالاشتراك، 1968
- الصراع بين المهدي والعلماء، 1968 في الخرطوم و1995 بالقاهرة.
- تحقيق كتاب ذكريات عبد الكريم السيد عن ثورة 1924 بالسودان، بالخرطوم1970
- تحقيق كتاب نسب الجعليين البالغ سيدنا عبد الله بن العباس لعبد الله الخبير، بالخرطوم 1981.
- أنس الكتب، دار جامعة الخرطوم للنشر، 1985
- عبير الأمكنة، دار نسق بالخرطوم، 1988
- الثقافة والديمقراطية في السودان، القاهرة عن دار الأمين، 1996 و1999 وطبعته الثالثة بالمطبعة.
- فرسان كنجرت: ديوان نوراب الكبابيش وعقالاتهم في القرنين الثامن عشر والتاسع عشر، دار جامعة الخرطوم للنشر، 1999.
- الماركسية ومسألة اللغة في السودان، الخرطوم دار عزة للنشر 2001
- الإرهاق الخلاق: إستراتيجية للصلح القومي، الخرطوم دار عزة للنشر 2001
- الرق في السودان: نحو أنثربولجيا الخبر، القاهرة الدار العالمية للنشر، 2002
- فيض الذاكرة: أحاديث في الأدب والثقافة مع الأستاذ عبد الله الشيخ البشير (بالاشتراك)، 2003.
- الشريعة والحداثة، القاهرة بدار الأمين، 2004 وطبعته الثانية بالمطبعة
- صدأ الفكر السياسي السوداني(بئر معطلة وقصر مشيد) ، تم الطبع بالقاهرة، دار الأمين

## مؤلفاته في القصة والمسرح
الجرح والغرنوق، الخرطوم 1981 و2003
تصريح لمزارع من جودة، منشورات نادي المسرح السوداني، 1991
«الأصابع» مجموعة قصصية، تحت الطبع

## مقالاته الصحفية
دأب منذ الثمانينيات على نشر مقالاته وأعمدته الصحفية في العديد من الصحف السودانية، مثل: "مع ذلك" في صحيفة الخرطوم (1988-1989) والصحافة (2003-2005) والأحداث (2009-2012)، "الذي يصلحك (1998-2002) بجريدة الصحافي الدولي، و"لو كنت من مازن" بصحيفة الراي العام (2002-2003). وبدأ منذ (أكتوبر 2012م) يكتب عمودا يوميا بصحيفة (القرار) السودانية بعنوان:"ومع ذلك".

## مشاريعه الحالية
يصدر حاليّا كتابا غير دوريّ في الفكر النقدي التاريخيّ بعنوان «كاتب الشونة»، تخليدا لاسم المؤرّخ السوداني الأوّل الشيخ أحمد بن الحاج أبو علي، وصدر منه «بخت الرّضا: الاستعمار والتعليم» (الخرطوم 2010) ويليه كتاب انقلاب «19 يوليو 1971: من دفتر التّحرّي لرحاب التّاريخ» ثمّ «محمد عبد الرحمن شيبون: قيثارة الشّعب» وغيرها.
كما يكتب حاليا مقالات دورية لشبكة «الجزيرة نت» وعمودا صحفيا يوميا بصحيفة (القرار) السودانية.